# Siétamo (kommunhuvudort)
Siétamo är en kommunhuvudort i Spanien.   Den ligger i provinsen Provincia de Huesca och regionen Aragonien, i den nordöstra delen av landet, 300 km nordost om huvudstaden Madrid. Siétamo ligger 562 meter över havet och antalet invånare är 517.
Terrängen runt Siétamo är platt åt sydväst, men åt nordost är den kuperad. Runt Siétamo är det mycket glesbefolkat, med 6 invånare per kvadratkilometer. Närmaste större samhälle är Huesca, 10,6 km väster om Siétamo. Trakten runt Siétamo består till största delen av jordbruksmark.